# رودولف ياكوب هوم
رودولف ياكوب هوم Rudolf Jakob Humm (ولد في 13 يناير 1895 في مودينا في إيطاليا – ومات في 27 يناير 1977 في زيورخ) هي كاتبة ومترجمة.
نشأ ابن التاجر السويسري في مودينا ودرس في ميونخ وغوتينغن وبرلين وزيرخ الفيزياء والرياضيات. وفي عام 1922 استقر في زيورخ وعمل صحفيا حرا وكاتبا. وكان يقدم مع زوجته الفنانة الاسكوتلندية ليلي كراففورد المساعدات للماهاجرين الألمان بعد عام 1933. توفي هوم في حادث سير في 27 يناير 1977. يحفظ تراث هوم في المكتبة المركزية في زيورخ.